# Magyar Írók Nemzeti Szövetsége
A Magyar Írók Nemzeti Szövetsége (MINSZ) 1919 és 1921 között fennállt, ellenforradalmi alapon szerveződött, budapesti székhelyű irodalmi társaság volt.

## Története
A Tanácsköztársaság bukása utáni napokban, 1919 augusztusa elején az addig Sümegen bujkáló író, Szabó Dezső a fővárosba érkezett, s a hazai irodalmi élet újjászervezése céljából megalapította a Magyar Írók Nemzeti Szövetségét, amelynek egyúttal első elnöke is lett. Fő célkitűzése a magyar irodalom és irodalmi élet keresztény-nemzeti alapon történő újjászervezése volt, s eleinte a Magyar Nemzeti Szövetséggel szoros együttműködésben dolgozott a cél érdekében. Az őszirózsás forradalom vagy a kommün mellett kiállt pályatársait is igyekezett bevonni a munkába (például Babits Mihályt és Gárdonyi Gézát is felkérte a szervezőmunkában való részvételre), a zsidó származású írókkal, költőkkel való együttműködéstől viszont elzárkózott. A MINSZ fennállása során hatékony munkát nem tudott végezni, lényegében Szabó Dezső közéleti-irodalmi harcainak színteréül szolgált. 1920 márciusában Szabó személyes politikai konfliktusai miatt a szervezetet kizárták a Magyar Nemzeti Szövetségből, később pedig a közte és Pekár Gyula között folyt vitáról szóltak a MINSZ-ről kiadott híradások. Szabó a viszálykodásba belefáradva először 1920 októberében mondott le az elnöki tisztségről. Ekkor még nem, csak 1921 januárjában fogadták el lemondását, ezúttal Kosztolányi Dezsővel kirobbant nézeteltérése állt a háttérben. Az írószövetség elnöki tisztségébe Milotay István került, ám a szervezet tevékenysége elhalt s lényegében meg is szűnt.